# Comedy of remarriage

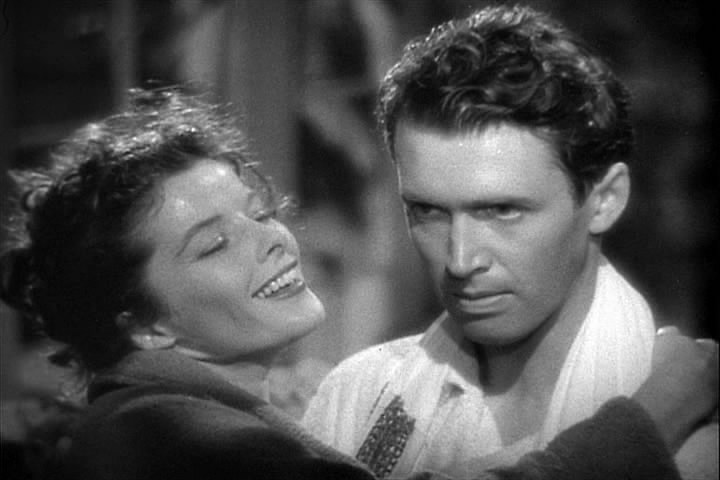
Filadelfijska opowieść

Comedy of remarriage – odmiana amerykańskiej komedii romantycznej, podgatunek screwball comedy. Komedie tego typu prezentowały losy pary znajdującej się w stanie separacji lub po rozstaniu i po wielu perypetiach schodzącej się ponownie. Filmy takie miały pokrzepiać widzów w czasach kryzysu, charakteryzowały się swoistą bajkowością i kończyły happy endem. Autorem terminu jest Stanley Cavell, autor książki Pursuits of Happiness: The Hollywood Comedy of Remarriage. 
Do comedies of remarriage należą m.in. Filadelfijska opowieść George Cukora (1940) oraz Naga prawda Leo McCareya (1937) (przy czym ten ostatni został przez Cavella uznany za najwybitniejszą realizację gatunku).